# Benton Wolgers
Jens Benton Wolgers, född 28 mars 1963 i Hedvig Eleonora församling, Stockholm, är en svensk före detta barnskådespelare. Han spelade en av huvudrollerna i filmen Dunderklumpen! från 1974.
Wolgers är son till författaren Beppe Wolgers och skådespelerskan Kerstin Dunér. Musikern Tom Wolgers var Wolgers äldre halvbror.
I vuxen ålder har Wolgers arbetat som handledare och lärare på Färnebo folkhögskola (från 1991), som lärare på Röda Korsets folkhögskola samt på Folkbildningsrådet. Han var ordförande i Ordfront 2017–2018. Wolgers är även medlem i styrgruppen för nätverket Rättvis handel. Han bor med familj i Strängnäs.